# Acrotritia koreensis
Acrotritia koreensis är en kvalsterart som beskrevs av Sandór Mahunka 1997. Acrotritia koreensis ingår i släktet Acrotritia och familjen Euphthiracaridae. Inga underarter finns listade i Catalogue of Life.